# Longya
A Longya (horvátul: Londža) egy patak Horvátországban, Szlavónia területén. Az Orjava bal oldali mellékvize.

## Leírása
A Longya a Krndija-hegység délnyugati lejtőin ered, majd átfolyik a Pozsegai-medence keleti felének déli szélén és Pleterniceszentmiklóstól 2 km-re délkeletre ömlik az Orjavába. Hosszúsága 46,6 km. Vízgyűjtő területe 561,5 km². Főbb mellékvizei a Kutjevačka, a Struga és az Orbova.
Főbb települések a Longya mentén: Polubaše, Rozmajerovac, Stari Zdenkovac, Vlatkovac, Kneževac, Cseglény, Latinovac, Knežci, Zarilac.